# Philippe Delaurier
Philippe Delaurier (né le 12 décembre 1960 à Cambrai) est un coureur cycliste français. Professionnel de 1984 à 1986, il a disputé le Tour de France 1986.

## Biographie
Son père Bernard a également mené une brillante carrière cycliste au niveau amateur. 

## Palmarès
- 1980
  - 3e des Trois Jours de Marcoing
- 1981
  - Circuit de l'Aisne
  - Grand Prix de Saint-Souplet
  - 3e du Tour de Seine-et-Marne
- 1982
  - 3e du Ruban granitier breton
  - 3e du Grand Prix de Saint-Souplet
- 1983
  - 3e étape des Trois Jours de Marcoing
  - 3e du Circuit du Pévèle
- 1987
  - Grand Prix des Marbriers
  - Grand Prix de l'Indépendant
  - 2e du Grand Prix de Lillers
  - 2e de Troyes-Dijon
  - 2e du Tour du Périgord
  - 2e du Bol d’or des amateurs
  - 2e du Grand Prix de Cours-la-Ville
- 1988
  - Bol d’or des amateurs
  - Grand Prix de Monpazier
  - Tour du Gévaudan
  - 3e de la Ronde de l'Oise
  - 3e du Tour du Roussillon
- 1989
  - Grand Prix des Marbriers
  - Ronde du Canigou
  - 2e du Grand Prix de Puy-l'Évêque
  - 3e de Tercé-Tercé
  - 3e du Trophée des Châteaux aux Milandes
- 1995
  - Grand Prix des Marbriers
  - 3e du Grand Prix de Cours-la-Ville
- 1996
  - Grand Prix de Luneray
  - 3e du Grand Prix des Marbriers
  - 3e du Grand Prix de Puy-l'Évêque

## Résultats sur les grands tours

### Tour de France
1 participation
- 1986 : hors délais (13e étape)